# Treehouse of Horror XXXIV
«Treehouse of Horror XXXIV» (titulado «La casita del horror XXXIV» en Hispanoamérica y «La casa-árbol del terror XXXIV» en España) es el quinto episodio de la trigésimo quinta temporada de la serie de televisión animada estadounidense Los Simpson, y el 755 en total. Se emitió en los Estados Unidos en Fox el 5 de noviembre de 2023. Es el 34 episodio de Treehouse of Horror y, al igual que los otros episodios, consta de tres segmentos autoconclusivos: en «Wild Barts Can't Be Token», Bart se convierte en un token no fungible y Marge entra en la blockchain para rescatarlo; en «Ei8ht», Lisa busca la ayuda de Sideshow Bob para localizar a un asesino en serie; y en «Lout Break», Homer come un donut contaminado y comienza un brote, convirtiendo a otros en versiones de él.
El episodio fue dirigido por Rob Oliver, y escrito por Jeff Westbrook, Jessica Conrad y Dan Vebber, un escritor por segmento, con voces invitadas de Kelsey Grammer, Kylie Jenner y Matthew Friend. Las historias de este episodio eran principalmente parodias de las películas Snowpiercer, he Silence of the Lambs, Seven y Outbreak. Su estreno fue visto por unos 4,4 millones de personas. El episodio recibió críticas mixtas, con los segmentos «Wild Barts Can't Be Token» y «Lout Break» recibiendo críticas negativas de los críticos, mientras que «Ei8ht» recibió críticas positivas.

## Trama

### «Wild Barts Can't Be Token»
El alcalde Quimby anuncia su decisión de cerrar un museo de arte y convertir sus obras en tokens no fungibles (NFT). Tras colarse en su interior, Homer digitaliza sin querer a Bart en un NFT, atrapado en el teléfono de Homer. Tras avisar a Marge, ésta entra en la blockchain para rescatar a Bart con la ayuda de los «intelectos iluminados» Kylie Jenner, Rob Gronkowski y Jimmy Fallon. Aparece en el interior de un tren con NFT sintientes de bajo valor. El valor de Marge aumenta cuando destruye involuntariamente un NFT, teletransportándose así al siguiente vagón con NFT más caros. Mata a más de ellos y continúa por el tren antes de reunirse con Bart.
En el mundo real, el Sr. Burns intenta comprar a Bart como NFT de Homer. Después de que Marge y Bart regresen al museo con la llave de Jenner, se revela que Homer se convirtió a sí mismo en un NFT durante la oferta de Burns. El tren blockchain, impulsado por el FOMO, se queda sin combustible, dejando a los NFT, incluido Homer, casi sin valor.

### «Ei8ht»
En un final alternativo del episodio de la quinta temporada «Cape Feare» (1993), Lisa vio cómo Sideshow Bob asesinaba brutalmente a Bart en una casa flotante que iba a la deriva desde Terror Lake hasta Springfield. Treinta años después, en una parodia de la serie Mindhunter de David Fincher, una traumatizada Lisa se ha convertido en una reputada perfiladora criminal. Nelson Muntz, agente del Departamento de Policía de Springfield, la llama para que le ayude a investigar una serie de asesinatos en los que aparecen mensajes con los nombres de las víctimas seguidos de «fue la primera» garabateados con sangre.
Buscando ayuda en un acertijo al estilo Hannibal Lecter o un anagrama de un Bob encarcelado, él en cambio se burla de la idea como un cliché de la trama y provoca su ira al jactarse en un burdo limerick sobre el asesinato de Bart. En el funeral de la sexta víctima, Lisa se da cuenta de que todas las víctimas de asesinato eran primogénitas y busca en un matadero propiedad de Ana Gram.
Nelson es asesinado en el matadero, mientras Lisa descubre una habitación cercana que se parece al dormitorio de su infancia. Para su horror, Lisa ve una grabación de seguridad que la muestra como la asesina de Nelson. La policía la detiene y, en la misma celda, Lisa revela a Bob su doble personalidad al estilo del Fight Club. «La profesora Lisa» fue una cómplice inconsciente y el guardia de la prisión que los metió en la misma celda es su hermana Maggie disfrazada. Revelando que planeó toda la matanza para poder vengar el asesinato de Bart, Lisa primero toca un vinilo del aria que Bob cantó antes de matar a Bart, «He is an Englishman» de la opereta de Gilbert y Sullivan H.M.S Pinafore, y luego asesina brutalmente al Actor Secundario Bob.

### «Lout Break»
En la central, Homer es sorprendido comiendo donuts por Waylon Smithers. Mientras se queja de las reglas injustas de la sociedad, un donut se cae y rueda, acumulando suciedad y residuos nucleares, pero Homer corre tras él y se lo come de todos modos. En una parodia de Outbreak, el donut infecta el ADN de Homer, creando un virus que transforma a los infectados en su personalidad y semejanza y que se propaga a través de los eructos. El virus se extiende por Springfield y convierte a todos los demás en Homer (incluidos Kang y Kodos). El profesor Frink se hace cargo de los hijos de Homer, que son inmunes. Buscan y encuentran al verdadero Homer.
Frink desea extraer el ADN de Homer para desarrollar una cura, pero éste se niega, ya que le gusta que todos sean como él y disfruta de la falta de normas estrictas. Pensando que cambiará de opinión, Frink muestra a una Marge infectada, pero Homer, en cambio, encuentra a Marge aún más hermosa que antes. Horrorizado, Frink suplica a Homer lo mucho que el mundo necesita normas y gente inteligente que las haga cumplir.
Aceptando la derrota, Frink decide convocar un ataque nuclear para destruir Springfield y contener el virus, pero en el último segundo Homer rompe accidentalmente el traje de Frink y lo convierte en otro Homer. El virus se propaga por todo el mundo a través de los eructos, llenando todo el planeta con un coro de Homers cantando «Just Like Paradise» de David Lee Roth.

## Producción
El episodio fue dirigido por Rob Oliver y sus showrunners fueron Matt Selman y Brian Kelley. Jeff Westbrook, Jessica Conrad y Dan Vebber escribieron «Wild Barts Can't Be Token», «Ei8ht» y «Lout Break», respectivamente. Kylie Jenner como ella misma y Matthew Friend como Jimmy Fallon completan el reparto de voces invitadas. Kelsey Grammer aparece como Sideshow Bob por primera vez en cuatro años desde el episodio de la trigesimoprimera temporada «Bobby, It's Cold Outside».
Según una entrevista de Paste con Kelley, las ideas para «Ei8ht» y «Lout Break» fueron determinadas por los guionistas. Selman y Kelley afirmaron que el productor de Los Simpson, James L. Brooks, propuso un segmento sobre las NFT. Kelley y su equipo abordaron el primer segmento con la perspectiva de que las NFT no se entienden bien, a pesar del bombo que se les da. Selman señaló el contraste entre la popularidad del blockchain entre los famosos y su falta de familiaridad con él. Selman describió la voluntad de Jenner de reírse de sí misma como una contribución a la «integridad cómica». Al crear «Ei8ht», Kelley dirigió a Grammer con mucha facilidad, diciendo que Grammer «simplemente conoce» a Sideshow Bob. Su historia se basó en una idea de episodio que implicaba a un futuro Sideshow Bob. Kelley dijo que Vebber había tenido un plan para un episodio pandémico que cambió durante la pandemia de COVID-19; fue la base para el último segmento, en el que hicieron un concepto «divertido» que permitiera a los actores «estirarse un poco».
Debido a la huelga del Sindicato de Guionistas de América de 2023, el equipo tuvo que reescribir el guion meses antes de lo previsto, pero sólo una parte de la animación se terminó antes de la huelga. Como Brooks y el jefe del equipo de producción Richard K. Chung aterrizaron el episodio durante la huelga, Kelley los aprobó como «la razón por la que el episodio funciona». La huelga SAG-AFTRA de 2023 no influyó en la producción de la temporada 35, ya que el contrato SAG-AFTRA no afectaba a Los Simpson.